# Procesory AMD
Krátký popis procesorů od společnosti AMD.

## Modely

### Am286
- Am286 byl klon procesoru Intel 80286.

### Am386
- Am386 stavěl částečně už na vlastním návrhu, kvůli zrušení dohody mezi společnostmi AMD a Intel, ze strany Intelu. Prodával se od března 1991.

### Am486
- Am486 z roku 1993 už měl vlastní návrh.

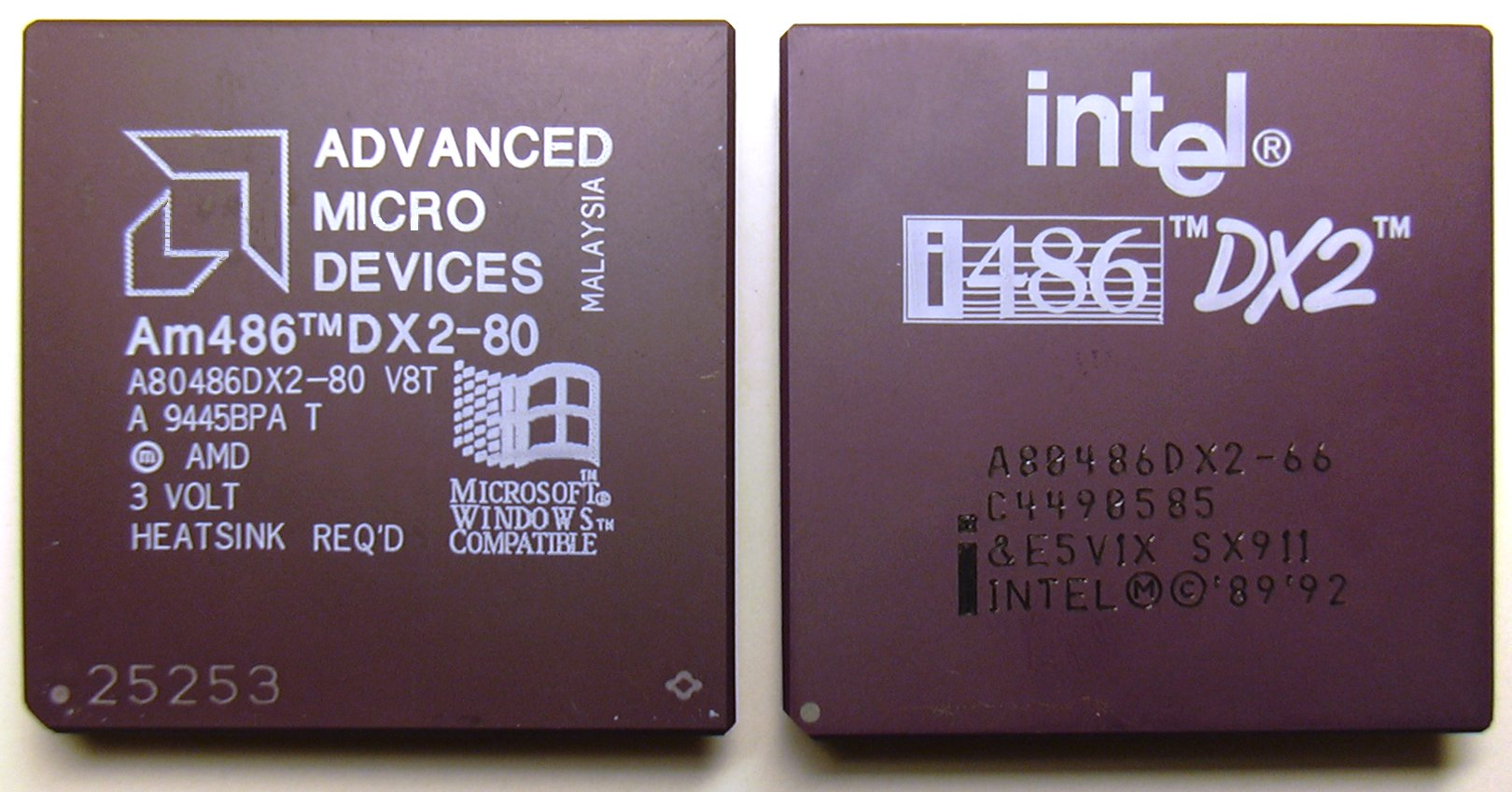
Srovnání lícových stran procesorů AM486 DX2-80 od AMD a i486 DX2-66 od Intelu

### Am586
Am586 se vyráběl mezi lety 1995 až 1999. Frekvence byla 133 až 160 MHz.

### Athlon
Athlon 64 byl první komerční 64bitový procesor od AMD. Na trh byl uveden 23. září 2003 a měl architekturu AMD K8. Výrobní proces začal na 130 nm a skončil na 65 nm.
Athlon 64 X2 (někdy označován pouze Athlon X2) je dvou jádrová varianta Athlonu 64. Následně byl nahrazen procesory Athlon II.

### Athlon II
Athlon II byl vyráběn 45 nm procesem v továrnách GF ve 2-jádrové, 3-jádrové a 4-jádrové variantě. A jsou procesory střední a nižší třídy, určeny jsou pro levnější osobní počítače nebo nejlevnější servery.

### Duron
Duron byla levnější varianta procesorů Athlon a Athlon XP. Byl nahrazen procesory řady Sempron.

### Neo X2
Jsou procesory nižší třídy (staví na jádru z Athlonu II) a jsou určeny hlavně pro mobilní platformu.

### Opteron
Opteron je serverová verze Athlonu 64, Athlonu 64 X2, Phenom, pro víceprocesorové systémy. V současnosti existují 2-jádrové, 4- jádrové a 6-jádrové varianty.

### Phenom
Phenom je nově vytvořený procesor na architektuře AMD K10. Jde o první nativní 4-jádrové CPU. Procesor je vyráběn 65 nm procesem v továrnách AMD. A byl nahrazen procesory Phenom II.
Phenom II je postaven na architektuře AMD K10.5. Procesor je vyráběn 45 nm procesem v továrnách AMD ve 2-jádrové, 3-jádrové, 4-jádrové a 6-jádrové variantě. Určené pro střední a vyšší třídu osobních počítačů.

### Sempron
Sempron je levná a úsporná verze Athlonu 64, Athlon X2 atd. Nahradil procesor Duron. Nejnovější je založen na architektuře AMD K10.5

### Turion 64
Turion 64 je mobilní verze Athlonu 64. Je postaven na architektuře AMD K8, ale přidává šetřící funkce pro zvýšení výdrže provozu na baterky.

### Neo a Neo X2
Neo a Neo 2 jsou určeny pro netbooky a levné notebooky. Jsou postaveny na architektuře K8.

### FX
Procesory FX představené roku 2011, používaly patici AM3+ a sloužily jako náhrada Athlonů. Měly maximální rychlost 2,1-5,0 GHz a 4-8 jader. Výrobní proces byl 32-28 nm.

### Ryzen
Nejnovější generace je AMD Ryzen. Prodávané jsou pod značkami Ryzen 3,5,7,9 a nejvýkonnější Threadripper. 

#### 1000
První model řady Ryzen 1000 byl představen roku 2017. CPU obsahovaly 4-16 jader o frekvenci 3,4-4,2 GHz. Výrobní proces byl 14 nm.

#### 2000
Modelová řada od roku 2018. CPU obsahovaly 2-32 jader o frekvenci 3,2-4,4 GHz.

#### 3000
Modelová řada od roku 2019. CPU obsahovaly 4-64 jader o frekvenci 3,3-4,5 GHz.

#### 4000
Modelová řada od roku 2020. CPU obsahovaly 4-8 jader o frekvenci 4,0-4,4 GHz.

#### 5000
Modelová řada od roku 2020. CPU obsahovaly 4-64 jader o frekvenci 4,1-4,5 GHz. Nově používaly výrobní proces 7 nm.

#### 7000
Modelová řada od roku 2022. CPU obsahovaly 6-96 jader o frekvenci 5,0-5,7 GHz. Výrobní proces byl 5 nm.

#### 8000
Modelová řada od roku 2024. Nejslabší CPU obsahuje 4 jádra o frekvenci 3,6 GHz.

## Jádra

### AMD K10.5
Procesory stavějící na jádru CPU K10.5
- Phenom II – 2 až 6 jader, cache druhé úrovně 2 krát až 6 krát 512 kiB a cache třetí úrovně pak 6 MiB, 45 nm, socket AM3 a kompatibilní se socketem AM2+
- Athlon II – 2 až 4 jádra, cache až 4 MiB, 45 nm, socket AM3 a kompatibilní s socketem AM2+

AMD vyvinulo nové jádro z důvodů malého výkonu původního Phenomu. Díky menšímu výrobnímu procesu 45 nm se zvětšila L3 cache až na 6 MB. Počet jader ale vzrostl až na 6. Zvýšení výkonu je běžně o 25 %. Podporuje socket AM2+ a AM3.

## Technologie
- Rozšíření/architektura x86-64 (též AMD64, EM64T, IA-32E) vyvinuli společnost AMD a partneři. Na rozdíl od architektury IA-64 obsahuje zpětnou kompatibilitu s 32bitovou (viz IA-32) a 16bitovou architekturou (viz x86), tento rozdíl přesvědčil Intel pro implementaci této architektury i do jeho CPU. Procesory jsou obdobně jako předchozí generace realizovány interně jako RISCová architektura emulující pomocí mikrokódu architekturu CISC.

- 3DNow! je název multimediální technologie vytvořené firmou AMD pro nové vlastní procesory AMD K6-2, které byly uvedeny na trh v květnu 1998. Technologie 3DNow! je od počátku zamýšlena tak, aby překonala, do té doby, silně problematické místo v 3D grafických aplikacích a hrách – operace v plovoucí desetinné čárce. Na přelomu roku 1997 a 1998 sice už byla běžně k dispozici multimediální technologie MMX konkurenční firmy Intel, ale ta byla určena pouze pro urychlení celočíselných operací a 2D grafiky. Firma Intel se zpočátku snažila tuto úspěšnou technologii zcela ignorovat, ale později sama přidala do svého procesoru Pentium III sadu podobných instrukcí známých jako SSE.

- Cool'n'Quiet je technologie vyvinutá společností AMD pro šetření energie spotřebované procesorem a snížení hlučnosti, dosahuje toho díky snížení násobiče až na 5× a napětí až na 0,9 V. To vše funguje za běhu PC, bez vlivu na výkon. Technologie vychází z notebookové verze PowerNow!.

- PowerNow! je jedna z technologií pro šetření výkonu a spotřeby centrální procesorové jednotky u procesorů firmy AMD používaných v laptopech. Taktovací kmitočet CPU a VCore jsou automaticky sníženy, pokud počítač zrovna nepotřebuje vysoký výkon nebo pokud je zanechán bez dlouhodobého vstupu (stisk klávesy, pohyb myši, …) ze strany uživatele. Účelem je ušetřit energii baterie, snížit ztrátový tepelný výkon. Mimo to má úspora energie vliv na hluk, který počítače vydávají, a dokáže též zvýšit životnost hlavního procesoru díky snížené elektromigraci, která se mění v závislosti na teplotě exponenciálně.

- NX bit (anglicky Non eXecute bit) nebo XD bit (anglicky eXecute Disable bit) je v informačních technologiích vlastnost novějších procesorů AMD (NX bit) a Intel (XD bit). Pro architektury x86 a AMD64 umožňuje rozlišit části operační paměti, které obsahují proveditelný kód programu od těch, které obsahují nespustitelná data. Taková schopnost zvyšuje bezpečnost těchto systémů proti útokům.

## Historie vývoje CPU
Společnost Advanced Micro Devices (dále AMD) byla založena 1. května 1969, založili ji dřívější výkonní manažeři ze společnosti Fairchild Semiconductor – Jerry Sanders III, Ed Turney, John Carey, Sven Simonsen, Jack Gifford.

### Důležité milníky
Údaje jsou vzaty z textu, proto nemají zdroje.
- V roce 1975 byla uvedena první vlastní produktová řady čipů AMD Am2900.
- V roce 1996 bylo uvedeno vylepšené jádro AMD K5.
- V roce 1997 bylo uvedeno vylepšené jádro AMD K6.
- V roce 1999 bylo uvedeno nové jádro AMD K7 (pojmenovány AMD Athlon).
- V roce 2000 byla uvedena nová řada levných procesorů AMD Duron.
- V roce 2001 byla uvedena nová řada mobilních procesorů AMD Athlon M.
- V roce 2003 bylo uvedeno nové jádro AMD K8 (procesory AMD Athlon 64, AMD Opteron a další).
- V roce 2005 byla uvedena nová řada mobilních 64bitových procesorů AMD Turion 64 a nová řada dvoujádrových procesorů AMD Athlon 64 X2.
- V roce 2007 bylo uvedeno vylepšené jádro „AMD K10“ (procesory AMD Opteron, AMD Phenom a další).
- V roce 2008 bylo uvedeno vylepšené jádro „AMD K10.5“ (procesory AMD Phenom II)
- V roce 2010 byla uvedena nová řada šesti jádrových procesorů AMD Phenom II X6
- V roce 2011 bylo uvedeno nové jádro AMD Bulldozer.
- V roce 2012 bylo uvedeno vylepšené jádro AMD Piledriver (nástupce jádra Bulldozer), na kterém staví procesor APU Trinity.
- V roce 2017 byla uvedena nová jádra RYZEN AMD Zen (nástupce řady FX, Vishera, Piledriver atd...)

### Éra 70.let azačátek tvorby čipů
V roce 1969 byly vyvinuty první integrované obvody pod názvem Am9300 a Am2501.

### Éra 80.let atvorba prvních generací procesorů
Již v roce 1975 byly vyvinuty procesory ve vlastní produktové řadě s názvy AMD Am2900, Am29116 a Am293xx, poslední jmenovaný se vyráběl technologií Bit slicing. Ty byly dodávány do některých malých počítačů, ten samý rok pomocí reverzního inženýrství k vyvinutí vlastního procesoru na bázi procesoru Intel 8080. To byly první čipové sady AMD7910 a AMD7911 (s přídomkem „World Chip“ FSK modem).

### Éra 90.let agenerace procesorů Amx86
V roce 1982 začala vyrábět čip AMD Am286.
podle návrhů dodaných společností Intel, který byl klon čipu Intel 80286

### Éra konce 20.století agenerace procesorů Amx86 aAMDK6
V devadesátých letech se společnost specializovala na vývoj mikroprocesorů kompatibilních s IBM PC, v roce 1991 byl vyvinut procesor řady AMD Am386
(za první rok se jich prodalo jeden milion). Nástupce mikroprocesoru se jménem AMD Am486
byl vyvinut v roce 1993 a byla popsána dlouholetá smlouva se společností Compaq na dodávku procesorů Am486. O rok později došlo k vývinu posledního procesoru této řady, byl jím AMD Am586, který stále nabízel lepší poměr cena/výkon než konkurence. V roce 1996 společnost AMD uvedla na trh novou řadu mikroprocesorů pod názvem AMD K5,
tyto procesory měly částečně odlišnou architekturu než dřívější vyráběné procesory, které byly klony produktů společnosti Intel. Jsou však kompatibilní s architekturou x86. Použití písmena K mělo evokovat slovo Kryptonite a parodovat tak jedinou slabinu Supermana v podobě monopolu spol. Intel.
Číslo 5 v názvu procesorové řady mělo znamenat pátou generaci procesorů, číslování bylo vzato podle společ. Intel. O rok 1997 později byl uveden na trh procesor pod názvem AMD K6,
tento procesor se prodával za nižší cenu než konkurenční stejně výkonné procesory a došlo tak ke snížení ceny PC pod 1000 dolarů, to mělo vliv na rychlejší rozšíření PC mezi větší počet obyvatel. Procesor byl navržen týmem odkoupené společnosti NexGen, architektura byla použita z procesoru NexGen Nx686, která nevycházela z architektury původních procesorů a vkládal se do patice Socket 7. Stejně drahé modely byly občas výkonnější než konkurenční a model K6-2/450 byl rychlejší než některé modely šesté generace procesorů Intel Pentium II společnosti Intel. V roce 1998 uvedla společnost vylepšenou řadu procesorů AMD K6-2
a oznámila partnerství se společností Motorola, výsledkem spolupráce byl vývoj polovodičové technologie na bázi mědi, následně měla být použita technologie v nový procesorový řadě AMD K7. 23. června 1999 byla uvedena nová generace procesorů AMD K7,
ty byly pojmenovány jako AMD Athlon, zasunovaly se do slotu Slot A, vývoj vedle Dirk Meyer a společnost AMD představila první procesor architektury x86, který běžel na frekvenci vyšší než 1 GHz, přesněji na 1016 MHz.

### Éra začátku 21.století agenerace procesorů AMDK7, K8 aK10
19. června 2000 uvedla společnost na trh levnější verzi procesoru AMD Athlon procesor AMD Duron místo 256 KiB L2 cache měl velikost pouze 64 KiB a vkládal se do patice Socket A a byl ještě představen nový mobilní procesor AMD K6-2+ s řízením spotřeby. Následující rok byl uveden procesor AMD Athlon M, ten byl připraven pro užití v segmentu mobilních počítačů, následně 9. října byl uveden i procesor AMD Athlon XP. O dva roky 10. února 2003 byla připravena nová verze tohoto procesoru s zvětšenou 512 KiB L2 cache.
O pár měsíců později 22. dubna 2003 uvedla společnost na trh první serverový procesor Opteron vlastní produkce postavený na novém jádru AMD K8,
ta vychází z architektury K7, při vývoji jádra K8 spolupracovala společnost AMD se společností IBM na vývoji lepších výrobních technologií, které měly přinést pokročilejší výrobní proces, větší hustotu tranzistorů na čipu, vyšší frekvence čipu atd. Mezi novinkami je podpora nové architektury AMD64 (X86-64), integrovaný paměťový řadič v procesoru, místo sběrnice FSB byla vyvinutá nová vysoko rychlostí point-to-point sběrnice HyperTransport, která je součástí architektury Direct Connect a další vylepšení.
23. září uvedla další procesor Athlon 64 pro stolní PC a mobilní trh.
10. března 2005 byla uvedena nová řada procesorů Turion 64 a byl zaměřen na mobilní trh. Následovně 21. dubna uvedla společnost na trh novou řadu dvou jádrových procesorů Opteron.
O měsíc později byla vydána další nová řada procesorů AMD Athlon 64 X2, paměťový řadič podporoval operační paměti typu DDR2. Všechny jmenované byly postavené na architektuře K8.
Na začátku května 2007 změnila společnost jméno procesoru Athlon 64 X2 na Athlon X2. Tentýž rok byl uveden v Číně nová řada dvou jádrových procesorů Sempron 2000. Jednalo se levnější variantu procesoru Athlon X2, měl menší L2 cache, nižší frekvenci a propustnost sběrnice HyperTransport a při taktování nemuselo dosáhnout tak vysokých frekvencí jako u plnohodnotných procesorů Athlon X2. Díky tomu AMD pokrylo chybějící díru v její nabídce procesorů. 10. září bylo uvedeno devět nových modelů čtyř jádrových procesorů Opteron vylepšeného jádra AMD K10
pro serverový trh, jednalo se o první nativní čtyř jádrové procesory architektury X86-64. Následně byla uvedena řada procesorů Phenom taky na jádře AMD K10 pro desktop a mobilní trh. Jádro AMD K10 byla modulární a díky tomu byly postupně uvedeny dvou, tří a čtyř jádrové procesory s příslušnými revizemi, žádný z modelů nebyl slepenec (dva kousky křemíku v jednom pouzdru). Přesto měla architektura několik vad, procesory dosahovaly nižších frekvencí než starší jádro AMD K8, to se částečně vyřešilo až dalšími revizemi, dále první revize obsahovala TLB bug, který se mohl projevit při využití hardware virtualizace a plného vytížení jádra nestabilitou, případně zamrznutím celého systému.
Ale už při uvedení se Phenom potýkal s problémy konkurenceschopnosti ve vyšší třídě trhu, díky staršímu výrobnímu procesu 65 nm proti 45 nm u konkurenční společnosti Intel. A společnost AMD představila budoucí tří jádrový procesor a 45 nm výrobní proces.
O rok později vydal společnost platformu „Spider“, ta obsahovala procesor Phenom, grafickou kartu Radeon HD 4800 a čipsetu série AMD 700. Vydává druhou generaci serverových procesorů Opteron postavených na novější revizi jádru Barcelona už bez TLB bugu a na vyšších frekvencích. Dále uvádí tří jádrové procesory postavené na jádru AMD K10 a představuje budoucí 45 nm procesory. V lednu roku 2009 byl představena nová řada procesorů Phenom II postavená na vylepšeném jádru někdy označované jako K10.5. Kromě opravy chyb, byl vyráběn modernějším 45 nm výrobním procesem, podpora nové patice AM3 (zpětně kompatibilní s paticí AM2+), paměťový řadič podporoval nový typ operační paměti DDR3 (zpětně kompatibilní s DDR2), procesor netrpěl cold bugem (při chlazení dusíkem nedocházelo k zamrznutí CPU) a další vylepšení. Jádro AMD K10.5 bylo rozděleno na tři větve modelů procesorů Sempron ten byl jedno jádrový, Athlon II X2 a Phenom II X2 ty byly dvou jádrové, Athlon II X3 a Phenom II X3 ty byly tří jádrové, Athlon II X4 a Phenom II X4 ty byly čtyř jádrové a Phenom II X6 ten byl šesti jádrový, modely byly vydávány postupně. Procesor byl součástí nové platformy Dragon, ta dále obsahovala čipset 790 GX/FX a grafickou kartu Radeon HD 4800. Následně byl poprvé představen šesti jádrový procesor AMD Opteron známý taky jako Istanbul a také čtyř jádrový procesor AMD Opteron EE. Druhý jmenovaný byl připraven pro nízko výkonová zařízení či cloud computering. A pro vydané procesory byl uveden i nový čipset firemního návrhu. Také byl vyvinut procesor pro platformu Yukon – AMD Athlon Neo.

### Éra 10.let agenerace procesorů AMDK10, Buldozer a APU
V roce 2010 byla uvedena nová řada serverových procesorů pod názvem AMD Opteron 4100 znám taky jako Lisbon, který měl 8 či 12 jader a byl určen pro segment zaměřený na cloud computering, hyperscale a SMB datová centra. A byl konstruován pro co nejlepší poměr výkon/spotřeba a osazuje se do patice C32. Dále byl uveden i další serverový procesor AMD Opteron 6100 znám taky jako Magny Cours, který měl 8 či 12 jader a byl používán v 4P nebo 8P variantách serveru. A byl konstruován pro co nejvyšší výkon, byla použita konstrukce MCM (Multi Chip Module), to znamená, že se skládá ze dvou šesti jádrových Opteronů Istanbul a osazuje se do nového serverové patice G34. Oba zmíněné Opterony jsou vyráběny 45 nm výrobním procesem. Také byl uveden procesor AMD Phenom II X6 (model 1090T BE) znám taky jako Thuban, který obsahoval nově vyvinutou technologii AMD Turbo CORE (proto na konci označení „T“), která uměla při zatížení pouze třech jader je přetaktovat až o 500 MHz. Byl postaven na šesti jádrovém procesoru Opteron známém taky jako Istanbul. Procesor byl součástí nové platformy Leo, kromě něho byla součástí taky grafická karta Radeon HD 5800 a čipset řady AMD 800. Tentýž rok byla uvedena i první procesorová řada s integrovanou grafickou kartou, byla jí AMD Fusion (APU). V roce 2011 bylo představeno nové jádro AMD Bulldozer, které je složeno z modulů, každý modul obsahuje 2 „neúplná“ jádra, která sdílejí některé jednotky a jde o konkurenci k technologii Hyper-threading od společnosti Intel. Na jádru jsou postaveny desktopové procesory AMD FX a serverové procesory Opteron. V roce 2012 by měla společnost vydat aktualizovanou revizi jádra AMD Piledriver, na jádru by měly stavět i nové modely procesorů APU Fusion.